# Pachycarpus natalensis
Pachycarpus natalensis är en oleanderväxtart som beskrevs av Nicholas Edward Brown. Pachycarpus natalensis ingår i släktet Pachycarpus och familjen oleanderväxter. Inga underarter finns listade i Catalogue of Life.